# Grammomys gigas
Il ratto di boscaglia gigante (Grammomys gigas  Dollman, 1911) è un roditore della famiglia dei Muridi endemico del Monte Kenya.

## Descrizione
Roditore di piccole dimensioni, con la lunghezza della testa e del corpo di 132 mm, la lunghezza della coda di 201 mm, la lunghezza del piede di 26,5 mm, la lunghezza delle orecchie di 19 mm.

Le parti superiori sono grigio-olivastre, con dei riflessi rossicci sul fondoschiena e giallo-brunastri sulla testa, i lati del muso, il collo e le spalle. I fianchi sono giallo-arancioni. Le parti ventrali sono bianche. La linea di demarcazione lungo i fianchi è netta. Il dorso delle zampe è giallo-brunastro. La coda è più lunga della testa e del corpo.

## Biologia

### Comportamento
È una specie arboricola e notturna.

## Distribuzione e habitat
Questa specie è conosciuta soltanto sul Monte Kenya.
Vive nelle foreste umide tropicali montane e nelle boscaglie d'altura a circa 2.750 metri di altitudine.

## Conservazione
La IUCN Red List, considerato l'areale limitato e il continuo declino nell'estensione e nella qualità del proprio habitat, classifica G.gigas come specie in pericolo (EN).